# 领事馆

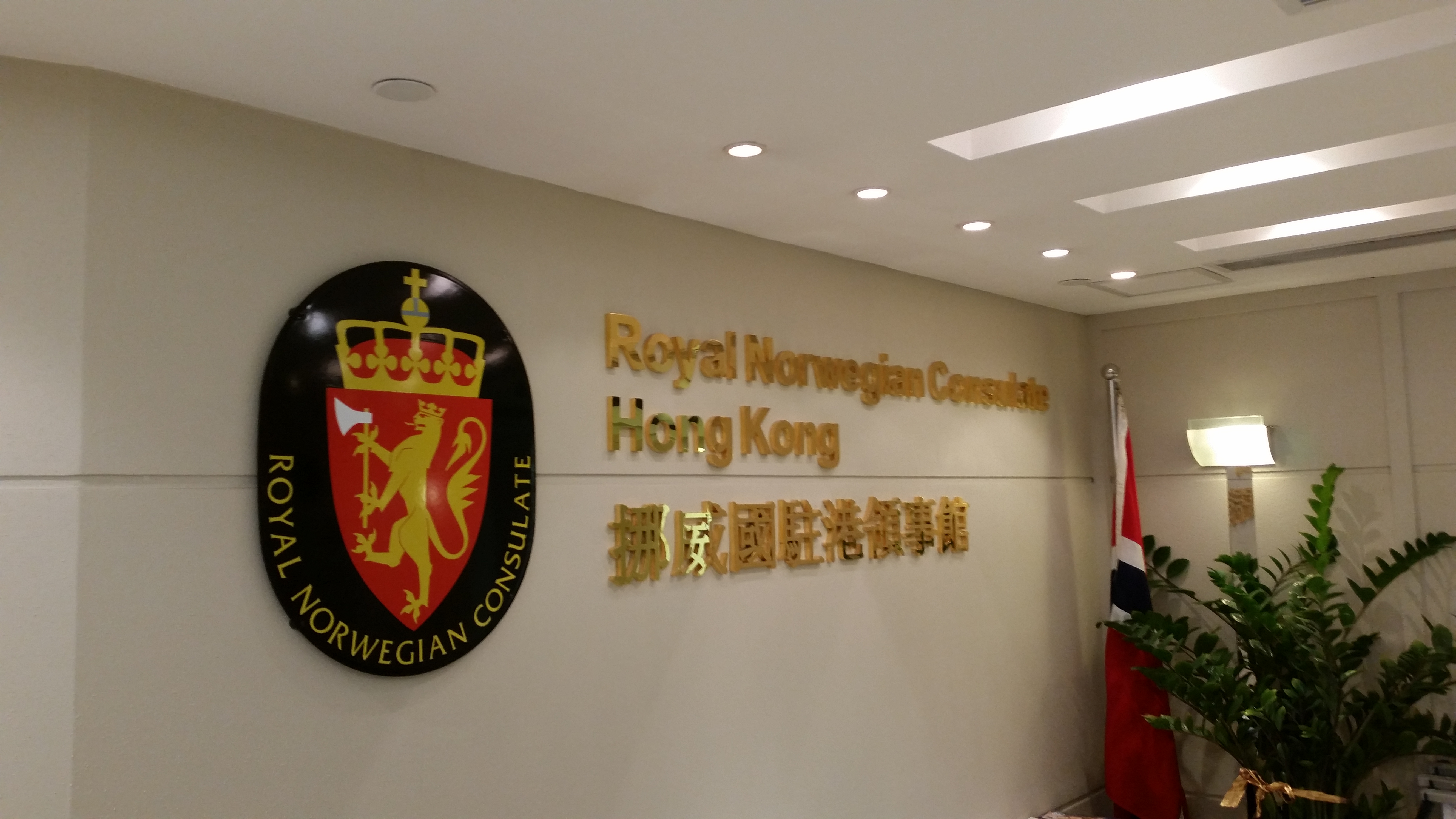
挪威駐香港領事館

領事館或總領事館是代表一個國家派駐外國處理外交事務的机构，有時也兼作领事的住所，通常设立在首都以外的城市，如較多僑民居住、或是該國國民經常前往的城市。主要負責簽證發放、文書認證、僑民與國民的保護和協助（如補發護照、行使探視權）等事務。其與大使館的不同之處，在於駐在國的大使只能有一位，因此大使館相對的只能設置一座，且大多位於首都；而領事可以有數名，因此領事館可視情況在多個城市設置，並劃設領事轄區。一些規模較小或業務量較少的駐在國，則可能只在大使館內設立領事部門提供領事服務，而不單獨設立领事馆。在未設大使館或领事館的國家，則可能由駐其他國家的外交機構兼轄，或是委託別國代行。
香港及澳门因在中華人民共和國具有特別行政區的地位，且實施一國兩制，大部分駐港澳領事館並不隸屬於各國駐華大使館，而直隸於各國的外交部。

## 領事館實例

### 東亞

#### 中華人民共和國
美國駐成都總領事館：1985年10月16日－2020年7月27日
- 2012年2月爆發的王立軍事件，原重慶市副市長兼公安局局長王立軍夾帶疑似與前中共中央政治局委員、重慶市委書記薄熙來相關的文件潛逃到美國駐成都總領事館並遞給美國領事，此舉一度震驚中外，並影響中美領導人後續布局與中美外交關係。同時有七十輛重慶武警裝甲車越過管轄地，包圍成都美國領事館，企圖逼出潛逃美領館的王立軍，疑似是薄熙來指示重慶市長黃奇帆所為；而重慶武警車隊曾在美領館外圍街道與成都武警發生短暫對峙，雙方武警一度劍拔弩張。

日本駐上海、廣州、瀋陽、重慶、青島總領事館
- 2012年9月，隨著釣魚島（釣魚台列嶼、尖閣群島）領土爭議升溫，引起中國民众而走上街頭抗议，並包圍與作勢攻擊日本在中國各地的領事館。

韓國駐瀋陽總領事館
- 來自朝鲜的一部分脫北者曾數次試圖闖入韓國駐瀋陽領事館以求政治庇護。

#### 中華民國
英國領事館
- 位於台灣新北市的紅毛城附設英國領事館與高雄市的打狗英國領事館，在1820年代至1972年有英國領事進駐，後來成為國定古蹟並開放給民眾參觀。

德意志帝國駐福爾摩沙領事館
- 位於臺灣臺北大稻埕地區所設立的德國駐外領事館，遺址位於今日的臺北市忠孝國中。

中華民國駐臺北總領事館
- 位於臺灣臺北曾設立的中華民國駐外總領事館，已裁撤拆除，原址現為華南銀行圓山分行。

### 歐洲

#### 德国
法蘭克福境內共有108座外國總領事館和領事館，成為全世界外交代表機構最多的非首都城市之一。當中美國駐法蘭克福總領事館還是全球規模最大的美國海外領事館，甚至大於絕大多數的大使館。